# Okres Zlaté Moravce
Zlaté Moravce is een district (Slowaaks: Okres) in de Slowaakse regio Nitra. De hoofdstad is Nitra. Het district bestaat uit 1 stad (Slowaaks: Mesto) en 32 gemeenten (Slowaaks: Obec).

## Steden
- Zlaté Moravce

## Lijst van gemeenten
| - Beladice - Čaradice - Červený Hrádok - Čierne Kľačany - Hostie - Hosťovce - Choča - Jedľové Kostoľany - Kostoľany pod Tribečom - Ladice - Lovce | - Machulince - Malé Vozokany - Mankovce - Martin nad Žitavou - Nemčiňany - Neverice - Nevidzany - Obyce - Skýcov - Slepčany - Sľažany | - Tekovské Nemce - Tesárske Mlyňany - Topoľčianky - Velčice - Veľké Vozokany - Vieska nad Žitavou - Volkovce - Zlatno - Žikava - Žitavany |

Okres Komárno · Okres Levice · Okres Nitra · Okres Nové Zámky · Okres Šaľa · Okres Topoľčany · Okres Zlaté Moravce